# Chantérac
Chantérac é uma comuna francesa na região administrativa da Nova Aquitânia, no departamento Dordonha. Estende-se por uma área de 19,21 km². Em 2010 a comuna tinha 624 habitantes (densidade: 32,5 hab./km²).